# دامیان لونا
دامیان لونا (انگلیسی: Damián Luna؛ زادهٔ ۲۱ فوریهٔ ۱۹۸۵) بازیکن فوتبال اهل آرژانتین است.
از باشگاه‌هایی که در آن بازی کرده‌است می‌توان به باشگاه اتلتیکو ایندپندینته، باشگاه ورزشی دفنسور، و باشگاه ورزشی سن لورنسو آلماگرو اشاره کرد.